# Gueorgui Sergueïevitch Golitsyne
Gueorgui Sergueïevitch Golitsyne (en russe : Георгий Сергеевич Голицын), né le 23 janvier 1935 à Moscou est un éminent scientifique russe dans le domaine de la physique de l'atmosphère.

## Enfance
Gueorgui Sergueïevitch Golitsyne est né à Moscou, d'un père écrivain (Sergueï Mikhaïlovitch Golitsyne, auteur de "Mémoires d'un survivant") et d'une mère issue de la classe ouvrière et paysanne. Son grand-père paternel, issu de la famille princière Golitsyne, dirigea la ville de Moscou comme gouverneur puis maire entre 1887 et 1935[Quand ?].
Lors de la guerre civile russe puis après, sa famille fut persécutée. Après sa deuxième arrestation en 1920, son père dut quitter Moscou. Ils vécurent quatre ans et demi à la campagne dans des conditions difficiles. À leur retour à Moscou, ils logèrent pendant dix ans, à six dans un deux pièces de 17 m2.
Gueorgui Golitsyne obtint d'excellent résultats durant ses études universitaires de physique. Cependant, du fait de ses origines aristocratiques, il ne fut pas autorisé à se diriger vers la filière nucléaire.

## Activités de recherche
Vers la fin des années 1960, Gueorgui Golitsyne commença sa carrière dans le domaine de la conquête spatiale. Il étudiait la possibilité de poser des vaisseaux spatiaux sur Mars et Vénus et plus particulièrement les conditions climatiques sur ces planètes. En 1969, il prédisait une petite différence de température entre le jour et la nuit sur Vénus et la grande vitesse des vents. Il a aussi développé des modèles pour l'étude des tempêtes de poussière sur Mars. Il a démontré que les grands feux de forêt de Sibérie avaient provoqué un refroidissement global.
Golitsyne est aussi considéré par certains en Russie comme l'auteur de la théorie de l'hiver nucléaire, qui a aussi été développée par Vladimir Alexandrov et  G. I. Stenchikov ainsi que par Richard P. Turco, Toon, Ackerman, James B. Pollack et le professeur Carl Sagan (TTAPS). En 1982, il eut connaissance des travaux à ce sujet de l'académie royale des sciences de Suède et participa, avec Alexandrov and Nikolai Moiseev, au comité d'évaluation lors de la réunion TTAPS à Cambridge (Massachusetts), en avril 1983. Il appliqua son modèle de tempête de poussière à la situation faisant suite à une catastrophe nucléaire. Il exposa en mai 1983 ses résultats, en qualité de vice-président, lors de la première réunion du comité pour la défense et la paix des chercheurs soviétiques, contre la menace nucléaire. En 1984, il participa à un groupe d'experts dans le cadre du Programme Mondial de Recherches sur le Climat pour préparer le rapport des Nations unies sur les impacts d'une guerre nucléaire à grande échelle sur le climat.

## Distinctions
Depuis 1987, Gueorgui Golitsyne est membre de l'Académie des sciences de Russie.
Il reçut en 1990 le prix A.A. Friedman de l'Académie des sciences de Russie pour ses travaux sur "l'étude de la Circulation atmosphérique et de la convection". En 1996, il fut récompensé par le Prix Demidoff. En 2005, il reçut la médaille Alfred Wegener de l'union européenne des géosciences.
Il est membre fondateur du groupe Sigma Xi de Moscou.